# Huba jezik
Huba jezik (chobba, kilba; ISO 639-3: hbb), čadski jezik skupine biu-mandara kojim govori oko 175 000 ljudi (1992) u nigerijskoj državi Adamawa
Gotovo sva sela imaju osnovne škole na jeziku huba a neke i srednje. U upotrebi su i hausa [hau] ili fulfulde [fuv]. Dijalekt: luwa.

## Vanjske poveznice
- Ethnologue (14th)
- Ethnologue (15th)